# Branville-Hague
Branville-Hague ist eine Ortschaft und eine ehemalige französische Gemeinde mit 152 Einwohnern (Stand: 1. Januar 2022) im Département Manche in der Region Normandie. Sie gehörte zum Arrondissement Cherbourg und zum Kanton La Hague.
Mit Wirkung vom 1. Januar 2017 wurde die bisherige Gemeinde Branville-Hague mit den übrigen 18 Gemeinden der ehemaligen Communauté de communes de la Hague zu einer Commune nouvelle mit dem Namen La Hague zusammengeschlossen und verfügt in der neuen Gemeinde über den Status einer Commune déléguée. Der Verwaltungssitz befindet sich im Ort Beaumont-Hague.

## Lage
Die Ortschaft liegt in der Landschaft La Hague im Westen Frankreichs.
Nachbarorte von Branville-Hague sind Gréville-Hague im Nordwesten, Urville-Nacqueville im Nordosten, Sainte-Croix-Hague im Südosten und im Süden und Beaumont-Hague im Westen.

## Bevölkerungsentwicklung
| Jahr      | 1962 | 1968 | 1975 | 1982 | 1990 | 1999 | 2008 | 2015 |
| --------- | ---- | ---- | ---- | ---- | ---- | ---- | ---- | ---- |
| Einwohner | 78   | 87   | 99   | 98   | 100  | 108  | 166  | 166  |

## Sehenswürdigkeiten

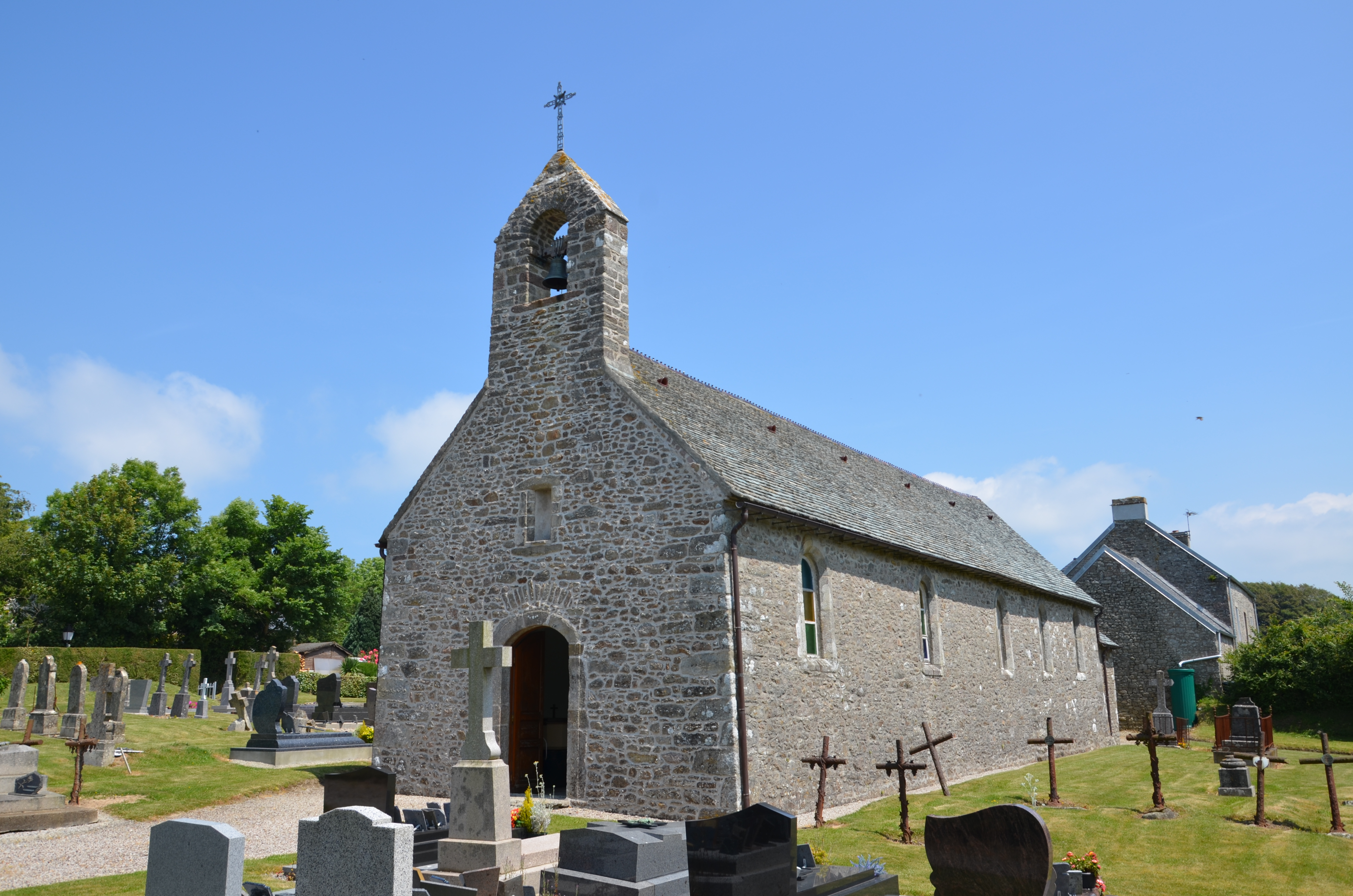
Kirche Notre-Dame

- Kirche Notre-Dame

## Geschichte
Die Siedlung hieß um 1221 „Brinvilla“ um 1280 „Branvilla“ und um 1320 „Brainvilla“.